# Armand de Quatrefages de Bréau
Jean Louis Armand de Quatrefages de Bréau, född 10 februari 1810 i Valleraugue, död 12 januari 1892 i Paris, var en fransk zoolog, professor i antropologi vid Muséum d'histoire naturelle.

## Rasantropologi
Quatrefages definierade den antropologiska vetenskapens uppgifter i Rapport sur le progrés de l'anthropologie (1867). Från honom stammar hypotesen att pygméstammarna är rester av en ursprunglig och utbredd pygméartad urform av människosläktet.
Efter fransk-tyska kriget satte den realpolitiska kampen mellan Tyskland och Frankrike spår i forntidsforskning och rasforskning. Quatrefages menade att de våldsdåd som preussarna gjorde sig skyldiga till under kriget bara blev begripliga när man insåg att de tillhörde en förarisk "slavofinsk" ras.